# Stictoptera antemarginata
Stictoptera antemarginata là một loài bướm đêm trong họ Noctuidae.